# Porto (film 1935 Palermi)
Porto è un film del 1935 diretto da Amleto Palermi.

## Trama
A causa di un errore giudiziario, il marinaio Scamba viene condannato a scontare 12 anni di confino per un reato che non ha commesso. Mentre lui è assente, Zampa, un profittatore riesce ad impadronirsi della sua nave e della sua casa, riducendo la madre del marinaio nell'indigenza e tentando di sedurne la figlia Maria. Al suo ritorno il marinaio, aiutato da una volitiva popolana e non rassegnandosi alla situazione, riesce a fornire le prove della sua innocenza ed a far condannare il vero colpevole, di cui il profittatore era in realtà il mandante. La sua riabilitazione consentirà alla figlia di sposare l'uomo che ama.

## Produzione
Porto, tratto da un soggetto dello stesso regista Palermi, venne realizzato dalla Capitani Film, azienda di produzione cinematografica che si era costituita nel 1934. Nel suo secondo anno di vita distribuì, oltre al film di Palermi, altre due pellicole, per poi restare in attività con saltuarie ed episodiche produzioni sino al 1953.
La lavorazione iniziò nel novembre 1934 e si protrasse per circa 2 mesi. Gli interni furono realizzati nei teatri della Cines di via Vejo, mentre gli esterni vennero girati nel porto di Civitavecchia; durante le riprese il film venne presentato come opera «di grande mole e di ambiente marinaro, pagina della vita violenta e sana dei lavoratori di un porto di mare, a fronte della bellezza di questo instabile elemento». 

Tonino Capitani ed Enrica Fantis in una foto di scena di Porto

Un certo rilievo ebbe la colonna sonora del film, composta da canzoni del prolifico e notissimo Cesare Andrea Bixio con testi di Libero Bovio. Nel cast, con un ruolo di ragazzo, anche Tonino Capitani, figlio del produttore.

## Accoglienza
Porto uscì sugli schermi italiani nel mese di marzo 1935 e fu anche distribuito all'estero, in particolare (con il titolo The crime of Mastrovanni) negli Stati Uniti, ed è qui che una copia è stata ritrovata presso la Biblioteca del Congresso dove era stata depositata a seguito della confisca di cui era stata oggetto quando, nel 1941, l'Italia aveva dichiarato guerra agli USA.

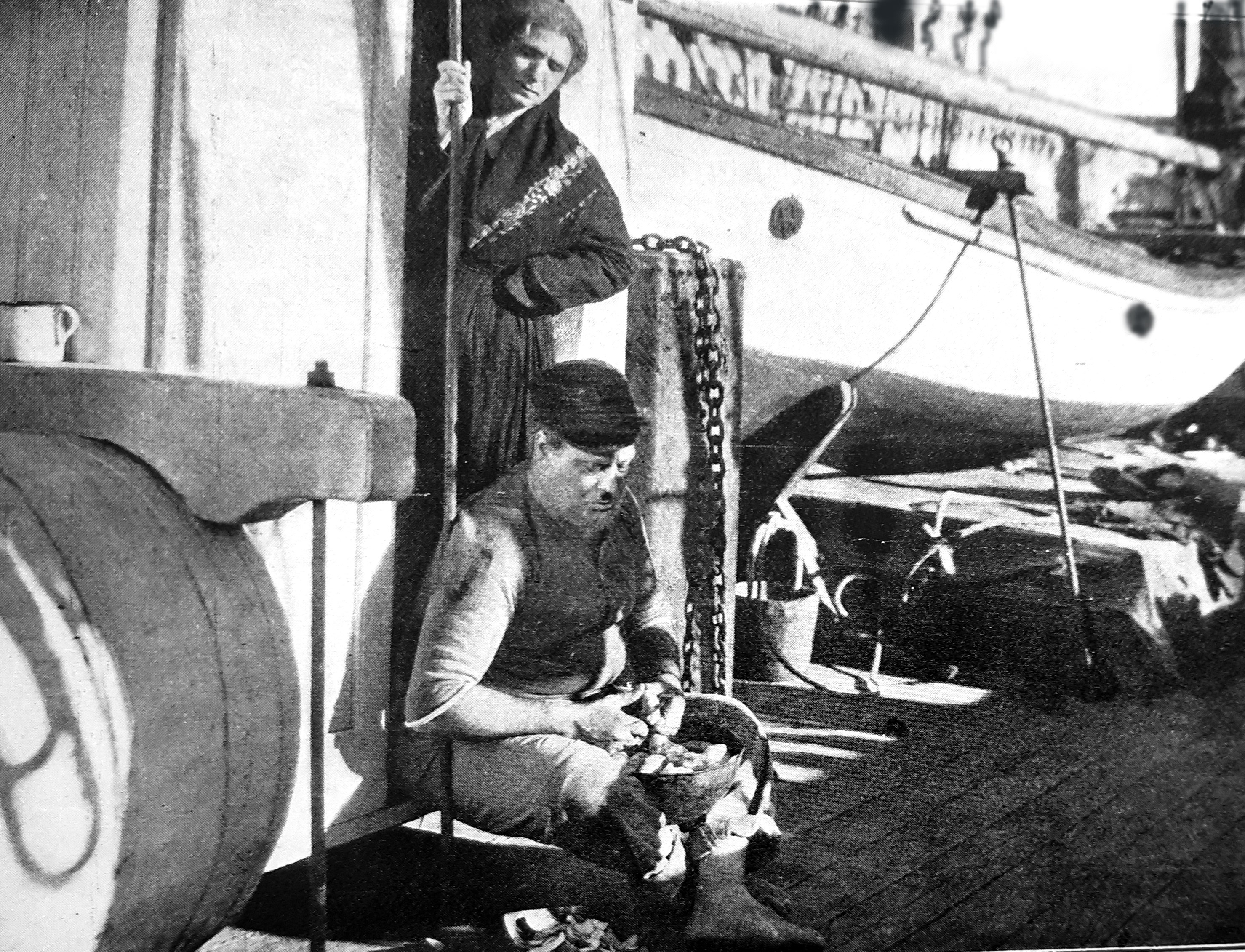
Fotogramma del film con Emma Gramatica e Camillo Pilotto

Nel ricordo retrospettivo di Elsa De Giorgi, una delle interpreti «in Porto Palermi fece un grosso tentativo realistico, anche con la Gramatica, impresa eroica perché era un'attrice grandissima, ma improntata ad una nobiltà di dizione come gli attori del passato, con uno sfondo realistico ed assai bello, con un vero veliero ed una vera ciurma», ma quando fu distribuito la critica italiana non accolse con molto favore il film diretto da Palermi.
Infatti Enrico Roma lo definì «drammone a forti tinte [con] serenate, canzoni, chiaro di luna e romanticherie mescolate e truculente spavalderie del guappo ammazzasette; la sola che si emancipi è Irma Gramatica», mentre il giudizio de La Stampa lamentò che «Palermi ha voluto scostarsi dalle vie troppo battute del teatro filmato [ma] il racconto procede a scatti». Anche il Corriere della Sera giudicò con poca considerazione il film di Palermi definendolo «un drammone a tinte forti attorno al caso di un uomo ingiustamente condannato che torna e fa giustizia», e chiedendosi ironicamente «dove abbiamo già visto qualcosa del genere, forse in un certo Dumas?».
Quasi cinquanta anni dopo, tuttavia, su Porto si puntò l'attenzione di chi vi volle scorgere un film "antifascista". Secondo questa tesi, infatti, alcune situazioni del film - tra cui una scena iniziale che parlava di emigrazione ed altre realistiche descrizioni di ambienti popolari poveri e di errori giudiziari - costituivano «una sfida abbastanza coraggiosa all'atteggiamento negativo del regime rispetto all'emigrazione [ed] un messaggio sovversivo per la critica implicita al sistema penale».
Come per tutti i film italiani degli anni trenta non è noto quale sia stato il risultato economico del film, una copia del quale è conservata presso la Cineteca Nazionale.